# And Winter Came...
And Winter Came... es el séptimo álbum de estudio de la cantante, intérprete y compositora irlandesa Enya. El álbum fue anunciado por Enya a través de su sitio oficial el 12 de septiembre de 2008, posteriormente se publicó el 10 de noviembre del mismo año.
Las canciones presentes en el álbum poseen un ambiente en torno a la Navidad y al invierno.
Desde su lanzamiento, el disco ha vendido más de tres millones de copias.

## Contenido
El álbum consta de 12 temas (trece en la edición de iTunes): diez son composiciones originales de Enya, y las dos restantes son interpretaciones de conocidos villancicos navideños, como la versión irlandesa de «Noche de paz», "Oíche Chiúin (Chorale)". 
Después de 20 años Enya vuelve a realizar una interpretación del ya conocido villancico navideño «Noche de paz» en este disco. La primera vez fue en 1988, grabó este tema para incluirlo en su sencillo «Evening Falls...», tema extraído de su más connotado y popular álbum Watermark. Al año siguiente se estrenó esta canción como un nuevo sencillo en su discografía, bajo el nombre «Oíche Chiún (Silent Night)» como una promoción de su EP 6 Tracks en el cual se encontraba presente el mencionado tema.
«And Winter Came...» es una versión modificada y editada de su otra composición «Midnight Blue», originalmente publicada en 2001 en su sencillo «Wild Child».
Un anuncio en el sitio web oficial de Enya el 18 de septiembre de 2008, confirmó que el primer sencillo oficial del disco sería la canción «Trains and Winter Rains» (no cuenta «White Is in the Winter Night» ya que éste es un sencillo promocional) publicada en la misma fecha del disco.
En la edición de iTunes de And Winter Came... se encuentra como un "bonus track" el tema «Miraculum», una versión en latín del tema «One Toy Soldier», está dedicada a los 20 años transcurridos desde Watermark y en especial desde su primera interpretación en este idioma en el tema «Cursum Perficio». Se trata de la primera composición de Enya que no se ha distribuido ni comercializado en un medio físico, como un CD.
En 2010 en Chile se publicó exclusivamente un sencillo en CD del tema «O Come, O Come, Emmanuel», este lanzamiento fue exclusivamente promocional. La canción principal es acompañada de los temas «The Comb Of The Winds», «No Holly For Miss Quinn» y «Last Time By Moonlight».

## Lista de canciones
| N.º | Tema                           | Duración |
| --- | ------------------------------ | -------- |
| 1.  | "And Winter Came..."           | 3:15     |
| 2.  | "Journey Of The Angels"        | 4:47     |
| 3.  | "White Is In The Winter Night" | 3:00     |
| 4.  | "O Come, O Come, Emmanuel"     | 3:41     |
| 5.  | "Trains And Winter Rains"      | 3:44     |
| 6.  | "Dreams Are More Precious"     | 4:25     |
| 7.  | "Last Time By Moonlight"       | 3:57     |
| 8.  | "One Toy Soldier"              | 3:53     |
| 9.  | "Stars And Midnight Blue"      | 3:08     |
| 10. | "The Spirit Of Christmas Past" | 4:18     |
| 11. | "My! My! Time Flies!"          | 3:03     |
| 12. | "Oíche Chiúin (Chorale)"       | 3:49     |

## Bonus Track en iTunes
| N.º | Tema        | Duración |
| --- | ----------- | -------- |
| 13. | "Miraculum" | 3:52     |